# Lancaster House

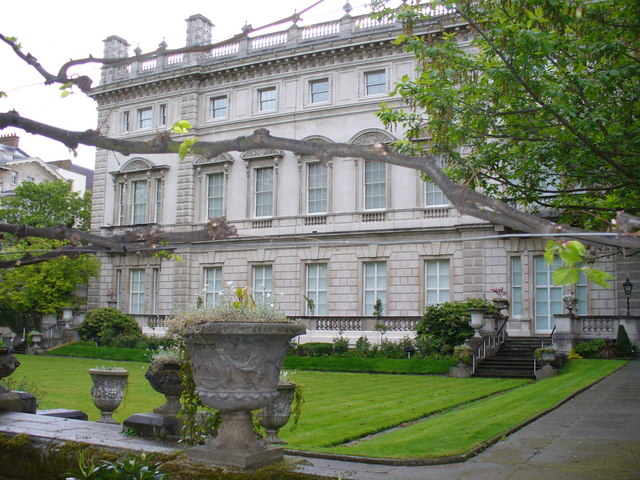
Lancaster House

Lancaster House, tidigare känt som Stafford House, är beläget i West End, London. Det ligger nära Saint James's Palace och var tidigare en del av palatset. Det används numera mestadels av brittiska utrikesdepartementet.
Huset byggdes 1825 för Fredrik, hertig av York och Albany, son till Georg III av England, och kallades till att börja med York House, men det var långt ifrån färdigt när hertigen dog 1827. Huset köptes och byggdes klart av markisen av Stafford, George Granville Leveson-Gower, 1:e hertig av Sutherland, och var känt som Stafford House i närmare ett sekel.
Hertigen och hans son George Granville, 2:e hertig av Sutherland gjorde sig kända i London för sina överdådiga fester och för sina många berömda gäster, till exempel Harriet Beecher Stowe och Giuseppe Garibaldi. Drottning Viktoria berättas ha sagt som gäst: "I have come from my House to your Palace". 
År 1912 köptes huset av sir William Lever, som skänkte det till engelska staten 1913.